# Оулафсвик

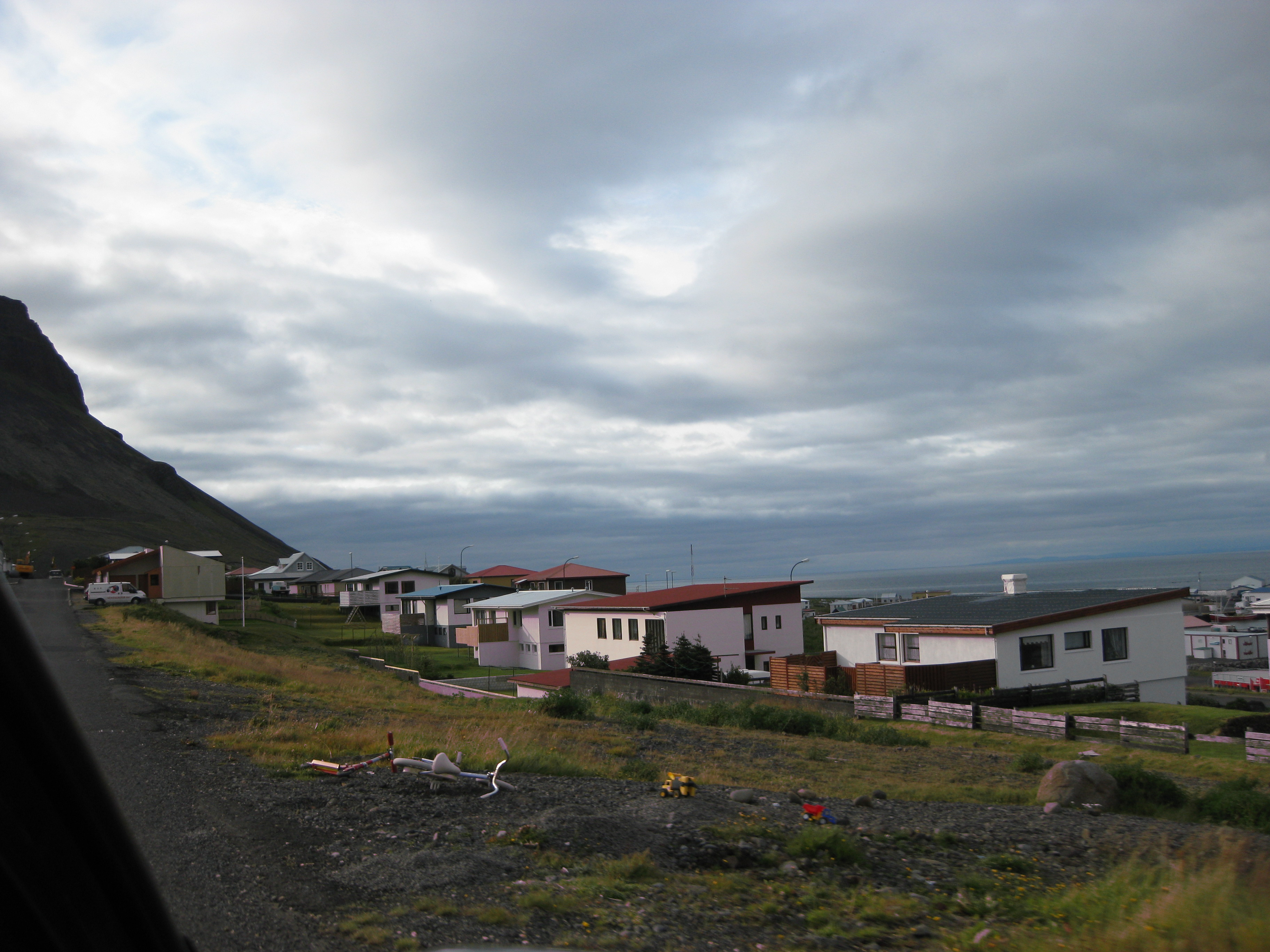
Вид на город

Оулафсвик (исл. Ólafsvík) — город и община в Исландии.

## География
Оулафсвик расположен на крайнем западе Исландии, на побережье Атлантического океана, в регионе Вестюрланд. Город находится на полуострове Снайфедльснес, на берегу серповидной бухты, весьма удобной для рыболовного промысла. Над городом возвышается вулкан Оулафсвикуренни (высотой в 415 метров), к юго-западу от Оулафсвика лежит вулкан Снайфедльсйёкюдль (1446 метров).

## История
Городок Оулафсвик первым в Исландии, ещё в XVII столетии, получил право торговли, что сделало его важным торговым центром страны, которым он и оставался вплоть до конца XIX века. В XVIII и XIX веках между портом Оулафсвика и Западной Европой поддерживалось регулярное морское сообщение. В 60-е годы XX столетия акватория порта была значительно углублена.
В 1887 году в Оулафсвике открывается первая в Исландии государственная школа. В современной церкви города, освящённой в 1967 году и выполненной в форме рыбы, сохраняется алтарь работы 1710 года, окна церкви выполнены художницей Гердюр Хельгадоуттир.
В старейшем сохранившемся доме города, постройки 1844 года, открыт городской музей.

## Спорт
В городе есть свой футбольный клуб — «Викингур».

## Известные уроженцы и жители
- Эрро (настоящее имя Гумндур Гудмундссон) — современный исландский художник.

## Галерея

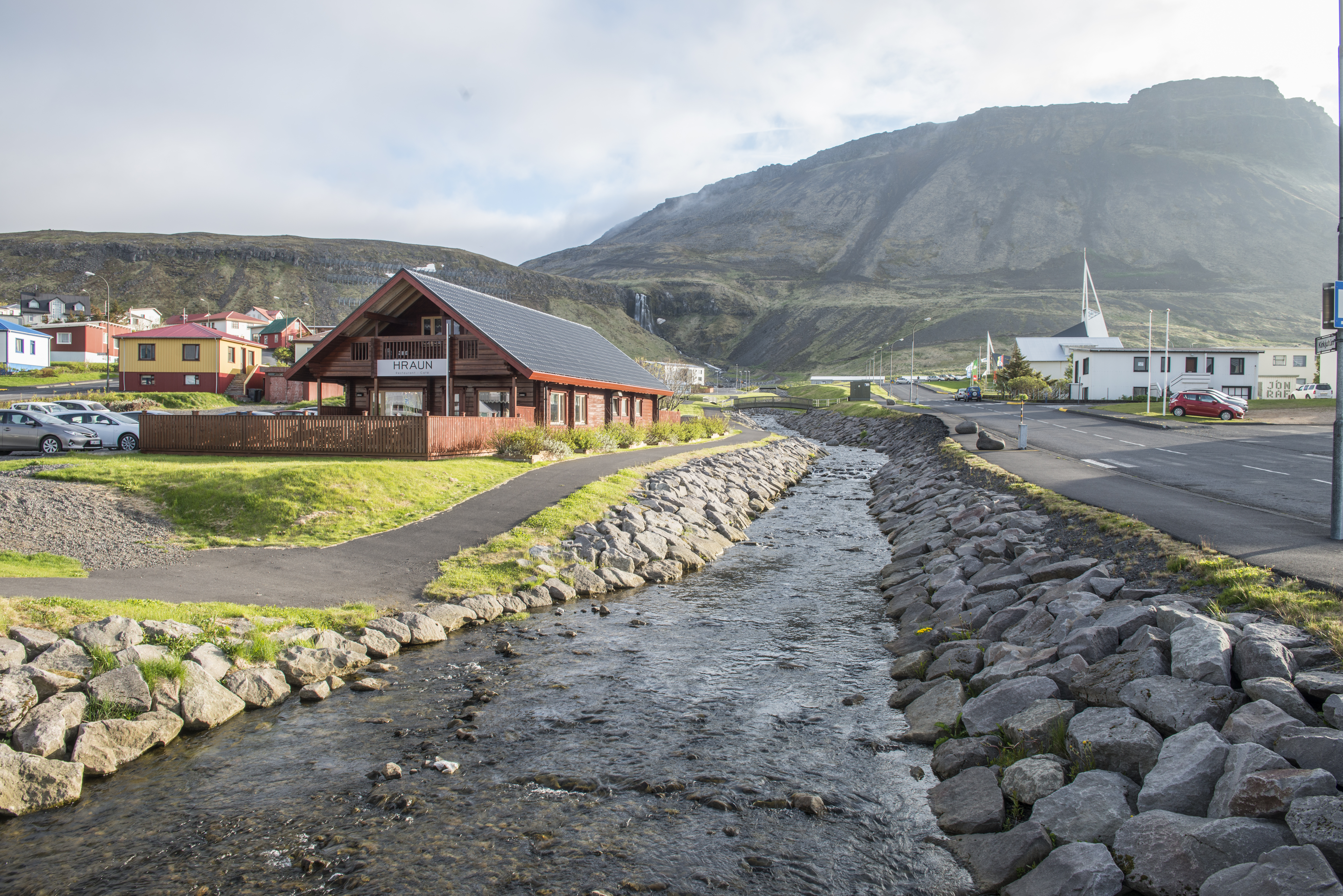
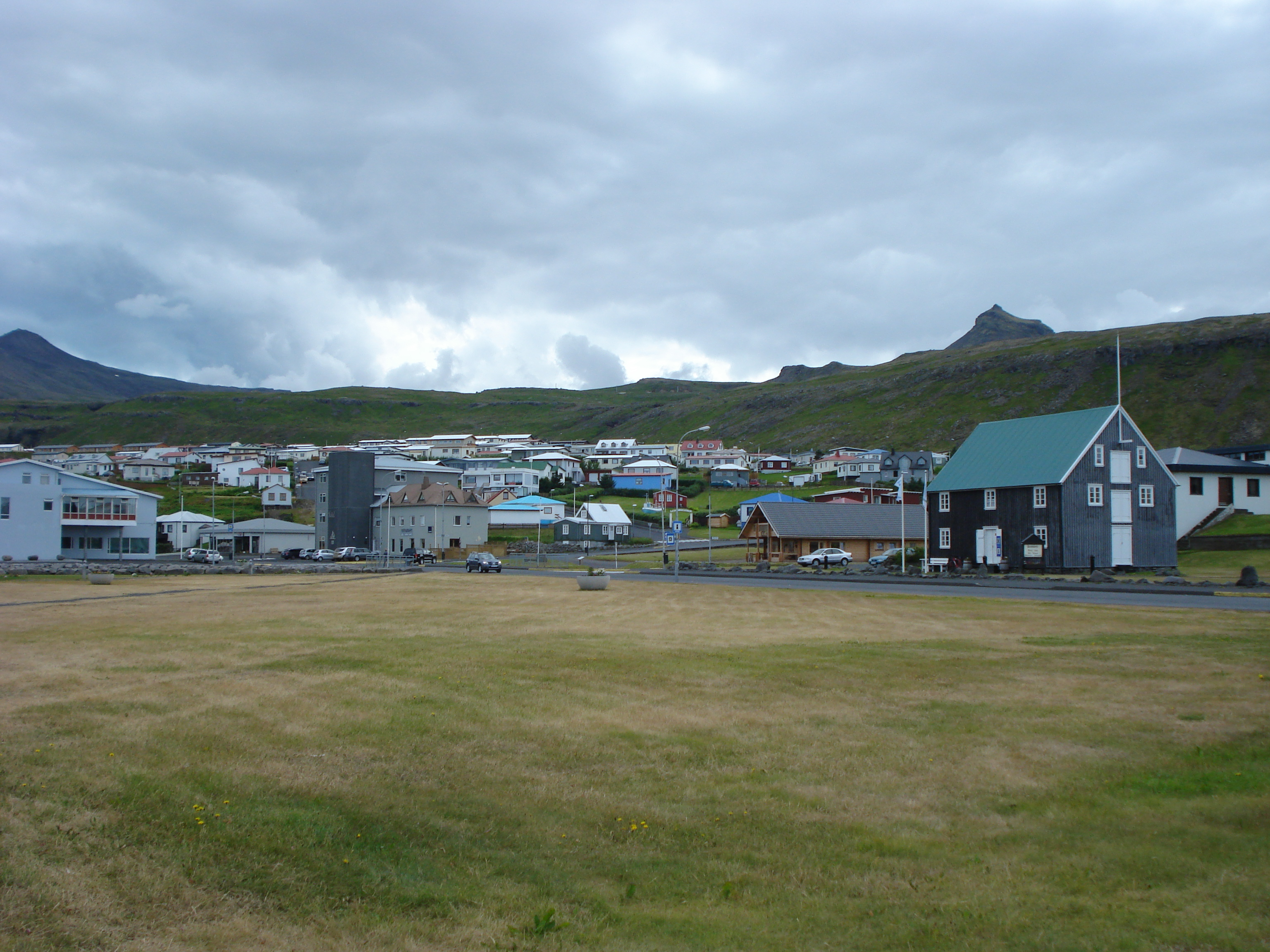
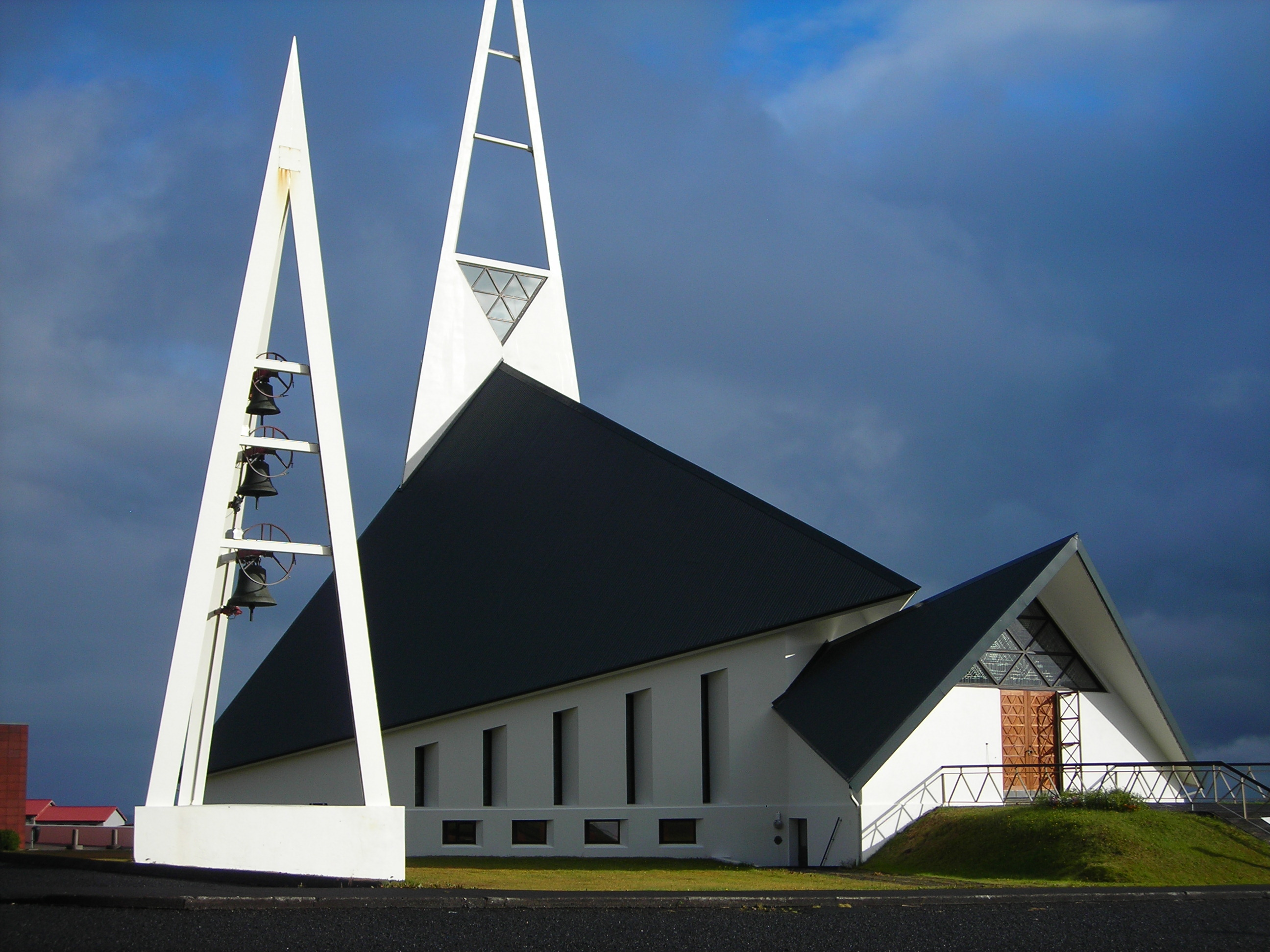
церковь
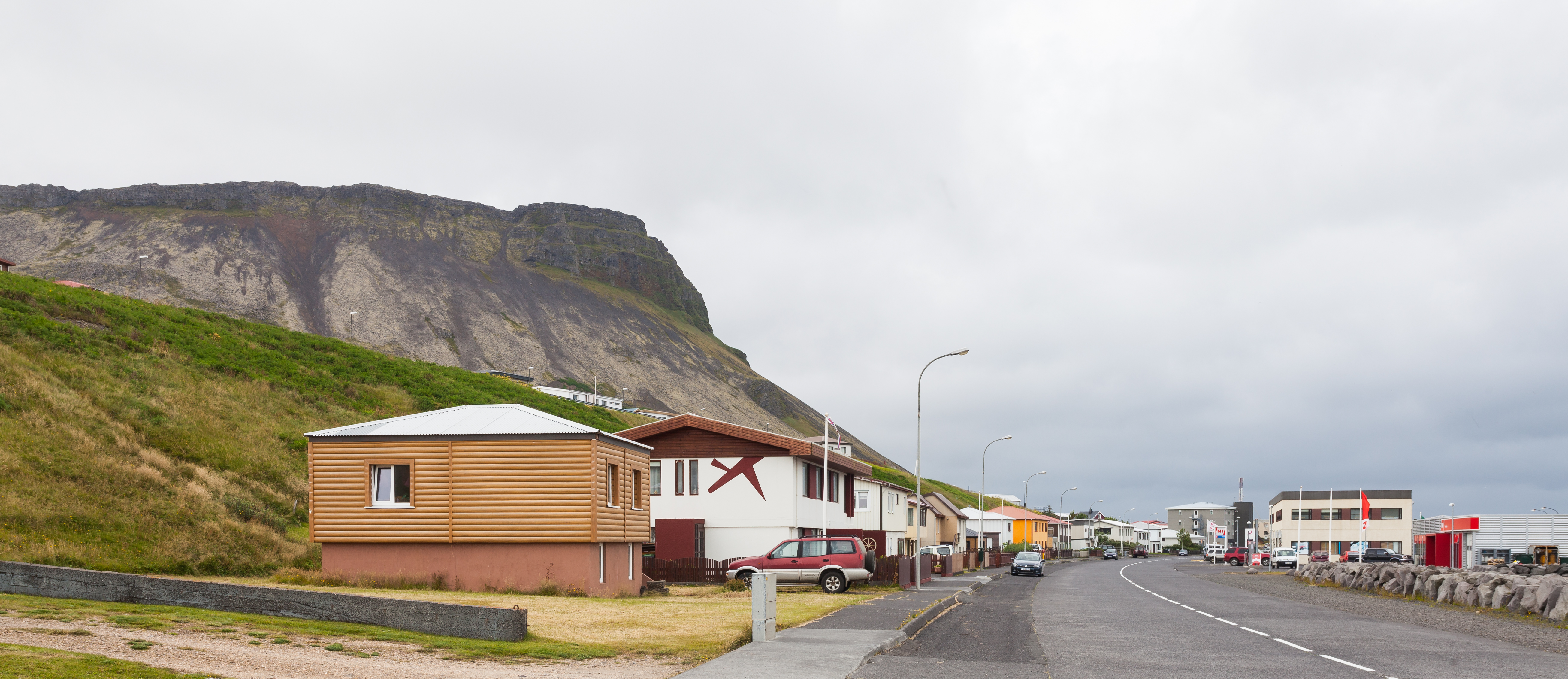
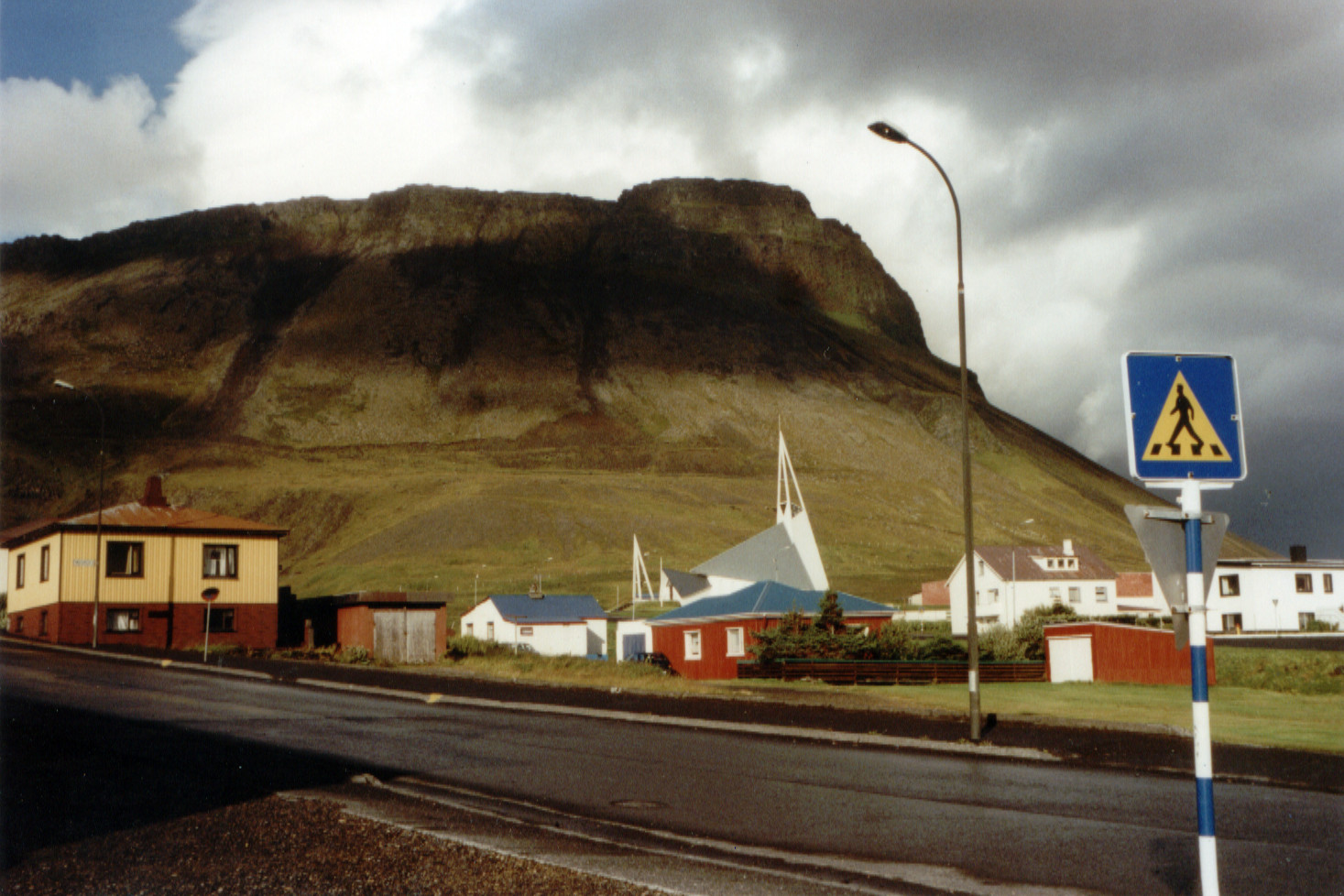
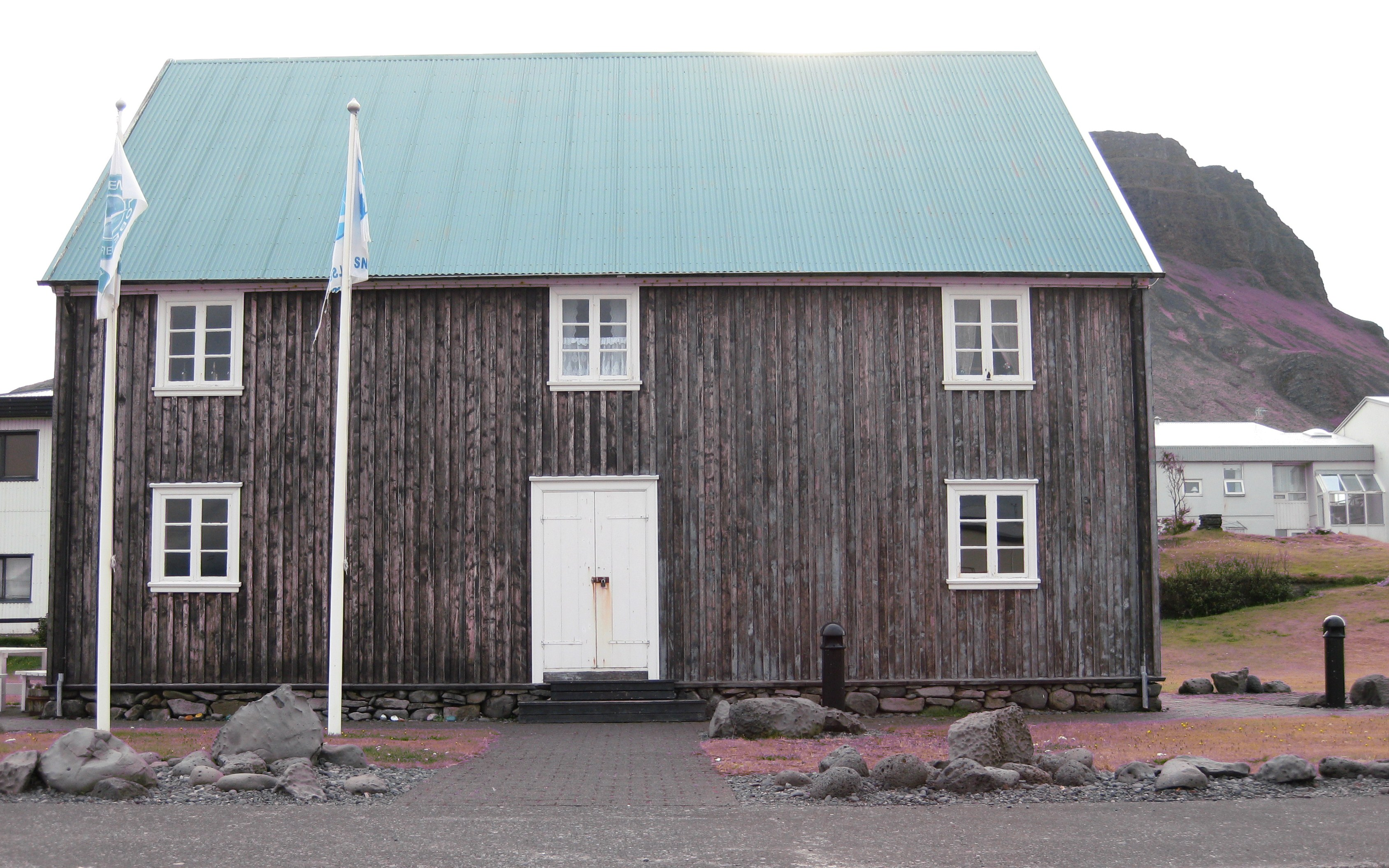
музей